# Zandgronden
Zandgronden zijn gronden die voor minstens 50% uit zand bestaan. Het zijn minerale gronden die minder dan 8% lutum bevatten. De term zandgronden werd gebruikt door Winand Staring toen hij de eerste bodemkaart van Nederland opstelde. Het systeem van Staring is een van de voorlopers van het Nederlandse systeem van bodemclassificatie. Zandgronden vormen geen orde, suborde of groep en evenmin een specifiek bodemtype in het huidige Nederlandse systeem van bodemclassificatie. De term kan echter gebruikt worden als verzamelnaam voor verschillende bodemtypen.
De tabel geeft aan welke bodemtypes in dit systeem tot de zandgronden gerekend kunnen worden. Grondsoorten waarvan twijfelachtig is of zij tot de zandgronden behoren zijn niet opgenomen in de tabel.
| Eerdgronden      | Podzolgronden       | Vaaggronden      | Veengronden     | Brikgronden |
| ---------------- | ------------------- | ---------------- | --------------- | ----------- |
| akkereerdgronden | laarpodzolgronden   | vlakvaaggronden  | mondveengronden |             |
| beekeerdgronden  | veldpodzolgronden   | duinvaaggronden  |                 |             |
| enkeerdgronden   | kamppodzolgronden   | vorstvaaggronden |                 |             |
| gooreerdgronden  | heuvelpodzolgronden |                  |                 |             |
| kanteerdgronden  | haarpodzolgronden   |                  |                 |             |